# Pichindé (Cali)
Pichindé es un corregimiento en el occidente del municipio colombiano de Santiago de Cali. Limita al norte con el corregimiento de La Leonera y al sur con el corregimiento de Los Andes. Es uno de los corregimientos menos poblados de Cali. Sobre su nombre no existe claridad, pero se cree proviene de los antiguos pobladores del Valle del Cauca.

## División territorial
El corregimiento de Pichindé está compuesto por su centro poblado cabecera (la cual le da el nombre al corregimiento) y 3 veredas:
- Pichindé
- Peñas Blancas
- Lomas de la Cajita.

## Historia
Desde 1968, parte del corregimiento tiene jurisdicción sobre el parque nacional Natural Farallones de Cali. Su proceso de poblamiento empieza en el año de 1880 cuando llegaron, procedentes de los departamentos de Antioquia, Nariño y del Cauca, los primeros colonizadores.